# Larsnes
Larsnes är en tätort i Sande kommun i Møre og Romsdal fylke i västra Norge. Orten ligger vid fylkesväg 61 på ön Gurskøya. Den utgör kommunens centralort såväl som största tätort.